# Gerardus Majellakerk (Eindhoven)
De Gerardus Majellakerk is een rooms-katholieke parochiekerk die zich bevindt aan het Sint-Gerardusplein 25 in het Eindhovense stadsdeel Stratum.

## Geschiedenis
Deze kerk werd ingewijd in 1925. Architecten waren Louis Kooken en F.J. Wolters. In 1929 werd de toren toegevoegd onder architectuur van Louis Kooken en Kees de Bever. In de kerk werden muurschilderingen aangebracht door Albert Troost.
In 1980 werden de wijzerplaten van het uurwerk gemoderniseerd, om vervolgens in 2023 weer voorzien te worden van nieuwe verlichting. En vanaf 2000 werd de kerk gerestaureerd. Eind 2011 werd echter bekendgemaakt dat de kerk zou worden afgestoten, wat op 10 februari 2013 geschiedde. De kerk is een gemeentelijk monument. Tegenwoordig is in het gebouw een sportschool gevestigd.

## Gebouw
De kerk is een bakstenen zaalkerk onder zadeldak, met een dakruiter boven het koor. Links en rechts zijn lagere zijkapellen en de ingangspartij vertoont een bogengalerij en drie zadeldaken in dezelfde vorm als de zijkapellen. Rechts staat de vierkante toren, gedekt met een tentdak.

## Orgels
Het hoofdorgel is een Verschueren-orgel uit 1956. Het is afkomstig uit de Eindhovense Onze-Lieve-Vrouw-van-Fatimakerk, welke in 2004 werd gesloten.
Het transeptorgel is een historisch orgel van onbekende maker. De orgelkast en een deel van het pijpwerk stamt uit 1667 en heeft tot 1895 dienstgedaan in de parochiekerk van Gits. In 1873 werd door de firma Fr. Uzeel een nieuw orgel in deze kast werd gebouwd, waarbij een deel van het oude materiaal werd gebruikt. Vanaf 1954 stond het in de Don Boscokerk, die in 2007 sloot, waarna het orgel naar de Gerardus Majellakerk werd overgebracht.